# Biegi narciarskie na Zimowych Igrzyskach Paraolimpijskich 2014 – 15 km kobiet stylem klasycznym – osoby niewidome
Zawody biegowe na dystansie piętnastu kilometrów stylem klasycznym dla kobiet niewidomych odbyły się 10 marca o godz. 13:20 w Kompleksie narciarsko-biathlonowym „Łaura”.

## Finał
| Rk. | NR  | Zawodnik              | Kraj     | Czas realny | Praca | Czas końcowy | Strata   |
| --- | --- | --------------------- | -------- | ----------- | ----- | ------------ | -------- |
| 1.  | 134 | Jelena Remizowa       | Rosja    | 50:10,4     | 98%   | 49:10,2      | -        |
| 2.  | 133 | Michalina Łysowa      | Rosja    | 51:49,7     | 98%   | 50:47,5      | +1:39,3  |
| 3.  | 132 | Jadwiha Skorabahataja | Białoruś | 56:54,8     | 98%   | 55:46,5      | +6:44,4  |
| 4.  | 131 | Margarita Gorbounova  | Kanada   | 1:04:43,9   | 100%  | 1:04:43,9    | +15:33,7 |